# Carphania fluviatilis
Carphania fluviatilis is een soort in de taxonomische indeling van de beerdiertjes (Tardigrada). 
Het diertje behoort tot het geslacht Carphania en behoort tot de familie Carphanidae. De wetenschappelijke naam van de soort werd voor het eerst geldig gepubliceerd in 1979 door Binda.